# ایکه اوگبو
ایکه اوگبو (انگلیسی: Ike Ugbo؛ زادهٔ ۲۱ سپتامبر ۱۹۹۸) بازیکن فوتبال اهل انگلستان است.
از باشگاه‌هایی که در آن بازی کرده‌است می‌توان به باشگاه فوتبال چلسی اشاره کرد.
وی همچنین در تیم‌های ملی فوتبال زیر ۱۷ سال انگلستان و زیر ۲۰ سال انگلستان بازی کرده‌است.